# Osmophore
Un osmophore est une glande qui sécrète les substances volatiles à l'origine de l'odeur des fleurs.
Il se trouve dans de nombreuses espèces, par exemple dans les familles des Asclepiadaceae, Aristolochiaceae, Araceae  et des Orchidaceae .
Le tissu sécrétoire de l'osmophore peut avoir une ou plusieurs couches d'épaisseur. Dans la  rose, le jasmin ou la violette, les vacuoles se forment en permanence avec des huiles volatiles dans les cellules de l'épiderme et du mésophylle du pétale et, si la température est suffisante, elles s'évaporent à travers la paroi cellulaire et la cuticule. Comme elles s'évaporent, elles se synthétisent dans le cytoplasme[pas clair].